# Alcanzar una estrella II
Alcanzar una estrella II (no Brasil: Alcançar Uma Estrela II) é uma telenovela mexicana produzida pela Televisa e exibida entre 21 de janeiro e 7 de junho de 1991 substituindo Cenizas y diamantes e sendo substituída por Muchachitas. 
Se trata de uma continuação da novela Alcanzar una estrella.
Esta segunda parte da telenovela foi protagonizada por Sasha Sokol, Ricky Martin, Erik Rubín, Bibi Gaytán, Pedro Fernández e Angélica Rivera (esta última como a protagonista antagônica) e antagonizada por Lorena Rojas, José Alonso, Luis Gimeno, Gabriela Goldsmith, Silvia Pasquel e Eduardo Palomo.

## Sinopse
Eduardo convoca todos os jovens do México para fazer parte de seu novo grupo, mas na última hora, Lorena aparece e Eduardo decide sair do grupo para acompanhá-la em sua turnê mundial. Então é decidido que o grupo será formado sem Eduardo e assim Jessica, Pablo, Marimar, Jorge, Silvana e Miguel Angel são escolhidos para fazer parte do grupo e partem em busca do sucesso e da fama sendo os Bonecos de Papel. Os problemas mais frequentes dos jovens e as piadas do grupo são o reflexo dessa trajetória.

## Produção
Luis de Llano Macedo, encantado com o sucesso de Alcanzar una estrella, voltou a fazer uma história musical. Escolheu, então, uma continuação para seu êxito. Em 1991, Alcanzar una estrella II não alcançou o mesmo sucesso estrondoso da primeira parte, mas manteve um público cativo do início ao fim, contando uma história bem diferente da original.
Eduardo Capetillo e Mariana Garza, protagonistas da primeira parte, apareceram somente durante a primeira semana da continuação, que foi quando o personagem de Eduardo monta um grupo musical com jovens que aspiravam a uma carreira musical. Na primeira abertura os dois aparecem como os personagens principais, mas isso muda na segunda abertura. Eduardo Casablanca (Capetillo) e Lorena (Garza) regressavam nos últimos capítulos.
Essa novela abordou vários temas, como drogas, estupro e incesto. Miguel (Erik Rubín) ficava cego pelo consumo de drogas, e a malvada Adriana (Andrea Legarreta) era punida com um estupro. O incesto ficou por conta da relação de Gabriel com Silvana (Angélica Rivera), que por um momento foram apaixonados, mas descobriam ser irmãos.
Destaques do elenco
O grande destaque de Alcanzar una estrella II foi o grupo Bonecos de Papel (Muñecos de Papel), que era formado pelos seis protagonistas da história. O grupo, durante o tempo de exibição da novela, existiu de verdade, tanto que foi lançado um CD a parte da trilha da novela. O grupo fez muito sucesso e realizou uma bem-sucedida turnê pelo México.
Foi a primeira vez que Angélica Rivera (que fazia parte do Bonecos de Papel) foi vista cantando, já que todos os outros integrantes tiveram de fato uma carreira musical. Além dela, vale comentar todos os outros "bonecos": Sasha Sokol e Erik Rubín (ex-Timbiriche), Pedro Fernández (atualmente um grande cantor de música rancheira no México), Alex Ibarra (ator e cantor conhecido no Brasil por Gotinha de Amor), e é claro, a revelação feminina da novela, Bibi Gaytán (que também integrou o grupo Timbiriche), que foi a bela Marimar. Mas, de todos os Bonecos, com certeza, o mais conhecido é o popstar internacional e ex-Menudo Ricky Martin, que nessa novela viveu o rico Pablo Loredo, par romântico de Jéssica (Sasha Sokol). Foi a única novela em que Ricky Martin atuou, e por ser seu primeiro papel, não foi tão mal. E Sasha seria intérprete de Lorena em Alcanzar una estrella, mas o papel ficou mesmo com Mariana Garza.
Alcanzar una estrella II teve bons vilões: Eduardo Palomo como o manipulador Gabriel Loredo (seu único vilão na carreira), Sylvia Pasquel como a obsessiva Paulina, que nutria um amor doentio por seu Gabriel, e José Alonso, que compôs o diabólico empresário Leonardo. Também vale destacar a atuação de coadjuvante do primeiro ator Otto Sirgo, como Alexandre Loredo, um homem rico e sofisticado, que viveu um romance com Verônica (Anel) e pai de Silvana (Angélica Rivera). Essa atuação lhe rendeu o prêmio TVyNovelas naquele ano.
Vários personagens da primeira parte continuaram como a querida Aurora (Angélica Ruvalcaba), além de Adriana, Cristina (Gabriela Goldsmith), Gustavo (Luis Bayardo), Roque (Oscar Traven), Sara (Lorena Rojas), Lúcia (Dacia González), Pedro (Héctor Suárez Gomis), Joaquim (Daniel Martin), entre outros.
Sequências
O final da história foi um dos mais surpreendentes de todas as novelas. Durante o casamento múltiplo com todos os casais da história, alguém grita "Corta!" e surge Luis de Llano Macedo dizendo que gostou da novela, até que surgem José Alonso, Sylvia Pasquel e Eduardo Palomo dizendo que não gostaram de seus finais na novela. Começa uma discussão com todos atores. Tudo em tom de brincadeira, claro. A última cena é quando Eduardo Capetillo termina cantando o tema "Más Qué Alcanzar una Estrella", junto a todo o elenco da novela. Uma cena muito bonita e marcante. Este tema, que é uma versão da música brasileira "Meu Universo é Você" do grupo Roupa Nova, foi incluído em Dame Una Noche, primeiro álbum solo de Capetillo.
A história musical mostrou que ainda tinha gás para mais uma sequência. Surgiu, então, o filme Más Qué Alcanzar Una Estrella, que reuniu parte do elenco das duas novelas para contar uma nova história, mas com novos personagens. Ricky Martin também participou do filme, junto a Eduardo Capetillo, Bibi Gaytán, Mariana Garza, entre outros. Curiosamente, enquanto os personagens mudaram, Angélica Ruvalcaba continuou como Aurora, Eduardo Capetillo continuou como Eduardo e Oscar Traven continuou como Roque. No mesmo filme, os personagens de Eduardo Capetillo e Ricky Martin levam seus verdadeiros nomes (Eduardo e Enrique).

## Elenco
- Sasha Sokol - Jessica Lascurain Conty
- Ricky Martin - Pablo Loredo Muriel
- Bibi Gaytán - Marimar Perez
- Pedro Fernández - Jorge Puente
- Angélica Rivera - Silvana Vélez
- Eduardo Capetillo - Eduardo Casablanca
- Mariana Garza - Lorena Roca Gaitán
- Erik Rubín - Miguel Angel Castellar
- José Alonso - Leonardo Lascurain
- Silvia Pasquel - Paulina Muriel Loredo
- Otto Sirgo - Alejandro Loredo
- Eduardo Palomo - Gabriel Loredo Muriel
- Luis Gimeno - Don Odiseo Conty
- Anel - Verônica Vélez
- Angélica Ruvalcaba - Aurora Rueda
- Oscar Traven - Roque Escamilla
- Marcos Valdes - Amadeus Silva
- Andrea Legarreta - Adriana Matresta del Castillo Lugo
- Héctor Suárez Gomis - Pedro Lugo
- Daniel Martin - Joaquin
- Alex Ibarra - Rene
- Lorena Rojas - Sara del Rio
- Gabriela Goldsmith - Cristina Carillo
- Dacia Gonzalez - Lucia Rueda
- Luis Bayardo - Gustavo Rueda
- Carlos Monden - Servando
- Ernesto Yañez - Colorado
- Mayra Rojas - Liliana
- Octavio Galindo - Octavio de la Parra
- Luis Couturier - Gonzalo Castellar
- Rosangela Balbo - Mariana Castellar
- Maria Prado - Clara Puente
- Pedro Weber - Ricardo Puente
- Nancy Tamez - Trixi
- Amara Villafuerte - Laura Vélez
- Florencia Ferret - Claudia Loredo Muriel
- Lina Santos - Lina
- Paola Santoni - Beti
- David Ostrosky - Roberto Uribe
- Yuyu - Flora Perez
- Polo Ortin - Anselmo Perez
- Marisa de Lille - Delfina
- Sergio Sendel - Ricardo "Rico" Puente Jr.
- Mary Paz Banquells - Yvonne
- Benjamín Islas - Genaro
- German Novoa - Carlos Rueda
- Óctavio Vallejo - Gaspar "Gasparin" Silva
- Marisol Santacruz - Shubanely Silva
- Fernando Arau - Bernardo "Barrabás"

## Exibição no Brasil
Foi exibida no Brasil pelo SBT, entre 5 de junho e 3 de agosto de 1992, logo após o término de Alcançar uma Estrela, que fez muitos pensarem que as duas fossem uma só, e foi substituída por A Fera.

## Trilha sonora
Alcanzar Una Estrella II
1. No Quiero Dejar de Brillar - Muñecos de Papel
2. Tan Solo Una Mujer - Bibi Gaytán
3. Asi Quiero Que Sea Mi Vida - Marisa de Lille
4. Rebeldia - Marisa de Lille
5. Hacia El Viento - Erik Rubín
6. Extraño Ser Niña - Angélica Ruvalcaba
7. Contaminación - Erik Rubín
8. Un Lugar Donde Vivir - Héctor Suárez Gomis
9. Solo Quiero Que Me Vuelvas a Querer - Bibi Gaytán
10. Energia Es Amor - Microchips
11. En Un Metro - Erik Rubín
12. Fíjate En Mí - Bibi Gaytán

Muñecos de Papel
1. Siento - Sasha Sokol
2. Estrella de Ilusion (Alcanzar Una Estrella II) - Zarabanda
3. Fan Piras (As Sete Vampiras) - Gerardo Garcia
4. Muñecos de Papel - Muñecos de Papel
5. Deja - Gibrann
6. Para Llegar - Angélica Rivera
7. Oro (Caça e Caçador) - Pedro Fernández
8. Juego de Ajedrez - Ricky Martin
9. Enciendo Una Vela - Marianne
10. Banana - Garibaldi
11. Harto de Extrañarte - Alex Ibarra
12. Amiga - Ulises

## Prêmios e Indicações

### Prêmio TVyNovelas 1992
| Categoria               | Nomeado(a) | Resultado |
| ----------------------- | ---------- | --------- |
| Melhor ator co-estrelar | Otto Sirgo | Ganhador  |